# 弱微分
数学の分野における弱微分（じゃくびぶん、英: weak derivative）とは、通常の意味での関数の微分（強微分）の概念を、微分可能とは限らないが積分可能である関数（ルベーグ空間に属する関数）に対して一般化したものである。より一般的な定義については、分布（distribution）を参照されたい。

## 定義
{\displaystyle u} をルベーグ空間 {\displaystyle L^{1}([a,b])} に属する関数とする。{\displaystyle L^{1}([a,b])} に属する関数 {\displaystyle v} は、{\displaystyle \varphi (a)=\varphi (b)=0} を満たす任意の無限回微分可能関数 {\displaystyle \varphi } に対して
{\displaystyle \int _{a}^{b}u(t)\varphi '(t)\,dt=-\int _{a}^{b}v(t)\varphi (t)\,dt}
が成立するとき、{\displaystyle u} の弱微分と呼ばれる。この定義は部分積分の手法に基づくものである。
{\displaystyle n} 次元への一般化を考える。ある開集合 {\displaystyle U\subset \mathbb {R} ^{n}} に対する局所可積分関数の空間 {\displaystyle L_{\text{loc}}^{1}(U)} に {\displaystyle u} と {\displaystyle v} が属するとし、{\displaystyle \alpha } をある多重指数 とする。すべての {\displaystyle \varphi \in C_{\text{c}}^{\infty }(U)}、すなわち、{\displaystyle U} にコンパクトな台を持つすべての無限回微分可能関数 {\displaystyle \varphi } に対して、
{\displaystyle \int _{U}uD^{\alpha }\varphi =(-1)^{|\alpha |}\int _{U}v\varphi }
が成立するとき、{\displaystyle v} は {\displaystyle u} の {\displaystyle \alpha }-次の弱微分と呼ばれる。{\displaystyle u} に弱微分が存在するなら、それは（測度ゼロの集合に関する差異を除いて）一意であるため、{\displaystyle D^{\alpha }u} としばしば表記される。

## 例
- 絶対値関数 u : [−1, 1] → [0, 1], u(t) = |t| は t = 0 において微分可能ではないが、次の符号関数

{\displaystyle v\colon [-1,1]\ni t\mapsto v(t):={\begin{cases}1,&{\mbox{if }}t>0;\\0,&{\mbox{if }}t=0;\\-1,&{\mbox{if }}t<0\end{cases}}\ \in [-1,1]}
がその弱微分となる。しかしこれは u の唯一つの弱微分という訳ではない。ほとんど至る所で v と等しい任意の w も、u の弱微分となる。しかし、Lp空間およびソボレフ空間の理論において、ほとんど至る所で等しい関数は同一のものと見なされるため、このことは通常、問題にはならない。
- 有理数の特性関数 {\displaystyle \chi _{\mathbb {Q} }} はどの点においても微分可能ではないが、それには弱微分が存在する。有理数の集合のルベーグ測度はゼロであるため、

{\displaystyle \int \chi _{\mathbb {Q} }(t)\varphi (t)\,dt=0}
が成立する。したがって、{\displaystyle v(t)=0} が {\displaystyle \chi _{\mathbb {Q} }} の弱微分である。この結果はLp空間の元と見なされたとき {\displaystyle \chi _{\mathbb {Q} }} はゼロ関数と同一視されるためであることに注意されたい。

## 性質
二つの関数がある同じ関数の弱微分であるとき、それらはルベーグ測度ゼロの集合を除いて等しい。すなわち、それらはほとんど至る所で等しい。ほとんど至る所で等しい関数を同一視するような関数の同値類を考えるとき、弱微分は一意である。
また u が通常の意味で微分可能であるなら、その（強）微分と、その（上述の意味での）弱微分は一致する。したがって、弱微分は強微分の一般化ということになる。また、関数の和や積についての古典的な微分のルールは、弱微分に対しても適用される。

## 拡張
弱微分の概念はソボレフ空間における弱解の定義につながる。それは、微分方程式や関数解析学の諸問題を解決する上で有用となる。